# Sauna gai

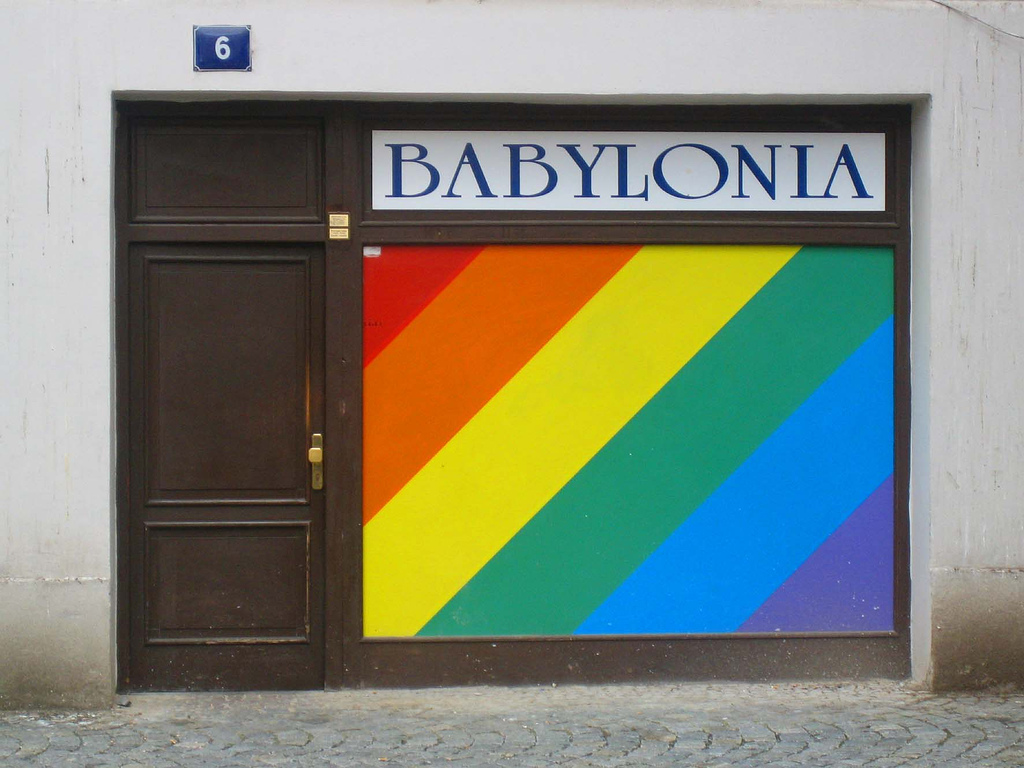
Façana d'una sauna gai a Praga.

Una sauna gai és una casa de banys per a homes gais, bisexuals i altres per tenir relacions sexuals amb homes. En general, un bany gai s'utilitza per tenir activitat sexual en lloc de només banyar-se.
A diferència dels bordells, els clients paguen només per l'ús de les instal·lacions. Si hi ha activitat sexual, aquesta no és facilitada pel personal de l'establiment sinó que és entre els clients. Per motius legals, moltes saunes gais prohibeixen explícitament o desaconsellen la prostitució i veten l'entrada a prostituts coneguts.
Els detractors d'aquests recintes argumenten que són llocs on es propaguen amb facilitat les infeccions de transmissió sexual, en fomentar la trobada de sexe casual, però alguns locals treballen en conjunt amb organitzacions en la lluita contra el VIH/Sida, publicant propaganda al·lusiva al sexe segur i fins i tot reparteixen preservatius a l'interior com a mesura per evitar possibles contagis.